# 第21回全日本高等学校吹奏楽大会in横浜
第21回全日本高等学校吹奏楽大会in横浜（だい21かいぜんにほんこうとうがっこうすいそうがくたいかいいんよこはま）は、2019年11月9日・10日に横浜みなとみらいホール 大ホールで行われた吹奏楽大会である。今大会は、令和時代最初の大会となる。

## 概要
本大会の会場である横浜みなとみらいホール 大ホールは、10年連続12回目の開催となる。
前大会でシード権を獲得した大阪桐蔭高等学校と光ヶ丘女子高等学校は、本大会は不出場であった。
前大会まで6年連続優勝校である柏市立柏高等学校は、本大会は特別招待演奏のゲスト団体として参加した。
本大会優勝校の東海大学付属高輪台高等学校、準優勝校の東京都立片倉高等学校は、どちらも初優勝、初準優勝の快挙である。

## 出演順
※太字は次大会のシード校

### 1日目（11月9日）
| 順                             | 賞                             | 支部   | 都道府県 | 出場校                       | シード校 | 出場回数       | 部門 コンクールの成績       |
| ------------------------------ | ------------------------------ | ------ | -------- | ---------------------------- | -------- | -------------- | --------------------------- |
| 1                              | 審査委員長賞                   | 東関東 | 神奈川県 | 神奈川県立横浜緑ケ丘高等学校 |          | 2年連続3回目   | 高等学校A 県大会:銀賞       |
| 2                              | 審査委員長賞                   | 東北   | 宮城県   | 宮城県多賀城高等学校         |          | 10年ぶり3回目  | 高等学校A 東北大会:金賞     |
| 3                              | 実行委員長賞                   | 東関東 | 神奈川県 | 神奈川県立金井高等学校       |          | 2年連続4回目   | 高等学校B 横浜地区大会:銀賞 |
| 4                              | 実行委員長賞                   | 東海   | 静岡県   | 静岡市立清水桜が丘高等学校   |          | 2年ぶり11回目  | 高等学校A 県大会:銀賞       |
| 5                              | 連盟理事長賞                   | 東関東 | 千葉県   | 千葉県立小金高等学校         |          | 3年連続3回目   | 高等学校A 東関東大会:銀賞   |
| 6                              | 実行委員長賞                   | 東海   | 三重県   | 三重県立白子高等学校         |          | 6年連続19回目  | 高等学校A 東海大会:銅賞     |
| 7                              | ヤマハ賞                       | 西関東 | 新潟県   | 中越高等学校                 |          | 4年連続11回目  | 高等学校A 西関東大会:銀賞   |
| 7                              | 審査委員長賞                   | 西関東 | 新潟県   | 中越高等学校                 |          | 4年連続11回目  | 高等学校A 西関東大会:銀賞   |
| 8                              | バンドジャーナル賞             | 東北   | 宮城県   | 宮城県白石高等学校           |          | 3年連続3回目   | 高等学校A 東北大会:銀賞     |
| 8                              | 審査委員長賞                   | 東北   | 宮城県   | 宮城県白石高等学校           |          | 3年連続3回目   | 高等学校A 東北大会:銀賞     |
| 9                              | 実行委員長賞                   | 東関東 | 茨城県   | 茨城高等学校                 |          | 6年連続6回目   | 高等学校A 東関東大会:銀賞   |
| 10                             | 連盟会長賞（第3位）            | 東関東 | 神奈川県 | 横浜創英中学・高等学校       | ○        | 5年連続11回目  | 高等学校A 東関東大会:金賞   |
| 11                             | 実行委員長賞                   | 西関東 | 群馬県   | 群馬県立高崎東高等学校       |          | 初出場         | 高等学校A 県大会:銀賞       |
| 12                             | ロケットミュージック賞         | 北陸   | 福井県   | 北陸学園 北陸高等学校        |          | 3年ぶり4回目   | 高等学校A 北陸大会:銀賞     |
| 12                             | 審査委員長賞                   | 北陸   | 福井県   | 北陸学園 北陸高等学校        |          | 3年ぶり4回目   | 高等学校A 北陸大会:銀賞     |
| 13                             | 連盟理事長賞                   | 北海道 | 北海道   | 北海道旭川永嶺高等学校       |          | 5年ぶり2回目   | 高等学校A 北海道大会:銀賞   |
| 14                             | 審査委員長賞                   | 西関東 | 埼玉県   | 秋草学園高等学校             |          | 10年連続18回目 | 高等学校A 県大会:銀賞       |
| 15                             | 連盟理事長賞                   | 東北   | 青森県   | 青森山田高等学校             |          | 3年連続3回目   | 高等学校A 東北大会:銀賞     |
| 16                             | JBA下谷賞                      | 東海   | 静岡県   | 浜松聖星高等学校             |          | 2年ぶり12回目  | 高等学校A 全国大会:銀賞     |
| 16                             | 横浜市会議長賞（第2位）        | 東海   | 静岡県   | 浜松聖星高等学校             |          | 2年ぶり12回目  | 高等学校A 全国大会:銀賞     |
| 16                             | 連盟会長賞                     | 東海   | 静岡県   | 浜松聖星高等学校             |          | 2年ぶり12回目  | 高等学校A 全国大会:銀賞     |
| 17                             | 実行委員長賞                   | 西関東 | 埼玉県   | 越谷南高等学校               |          | 3年連続3回目   | 高等学校A 西関東大会:金賞   |
| 18                             | 実行委員長賞                   | 東関東 | 栃木県   | 栃木県立宇都宮北高等学校     |          | 3年ぶり17回目  | 高等学校A 県大会:銅賞       |
| 19                             | 審査委員長賞                   | 東海   | 岐阜県   | 飛騨学園 高山西高等学校      |          | 5年連続12回目  | 高等学校A 東海大会:銀賞     |
| 20                             | 審査委員長賞                   | 東関東 | 神奈川県 | 三浦学苑高等学校             |          | 21年連続21回目 | 高等学校A 東関東大会:金賞   |
| 21                             | 連盟理事長賞                   | 近畿   | 奈良県   | 天理高等学校                 | ○        | 19年連続19回目 | 高等学校A 関西大会:銀賞     |
| 22                             | 遠山杯（準優勝）               | 東京   | 東京都   | 東京都立片倉高等学校         | ○        | 21年連続21回目 | 高等学校A 全国大会:金賞     |
| 22                             | 横浜市長賞（第1位）            | 東京   | 東京都   | 東京都立片倉高等学校         | ○        | 21年連続21回目 | 高等学校A 全国大会:金賞     |
| 22                             | 連盟会長賞                     | 東京   | 東京都   | 東京都立片倉高等学校         | ○        | 21年連続21回目 | 高等学校A 全国大会:金賞     |
| 特別招待演奏 （6年連続優勝校） | 特別招待演奏 （6年連続優勝校） | 東関東 | 千葉県   | 柏市立柏高等学校             | ○        | 21年連続21回目 | 高等学校A 全国大会:銀賞     |

### 2日目（11月10日）
| 順 | 賞                      | 支部   | 都道府県 | 出場校                       | シード校 | 出場回数       | 部門 コンクールの成績                  |
| -- | ----------------------- | ------ | -------- | ---------------------------- | -------- | -------------- | -------------------------------------- |
| 23 | 実行委員長賞            | 東関東 | 神奈川県 | 横浜市立横浜商業高等学校     |          | 初出場         | 高等学校B 東関東大会:銅賞              |
| 24 | 実行委員長賞            | 九州   | 熊本県   | 八代白百合学園高等学校       |          | 3年ぶり5回目   | 高等学校A 県大会:金賞 代表選考会出場   |
| 25 | 実行委員長賞            | 東関東 | 神奈川県 | 横浜市立桜丘高等学校         |          | 2年ぶり17回目  | 高等学校A 県大会:銀賞                  |
| 26 | 審査委員長賞            | 東海   | 愛知県   | 愛知県立名古屋南高等学校     |          | 5年連続10回目  | 高等学校A 県大会:銀賞                  |
| 27 | 横浜市会議長賞（第2位） | 西関東 | 埼玉県   | 埼玉県立伊奈学園総合高等学校 | ○        | 11年連続12回目 | 高等学校A 全国大会:銀賞                |
| 27 | 連盟会長賞              | 西関東 | 埼玉県   | 埼玉県立伊奈学園総合高等学校 | ○        | 11年連続12回目 | 高等学校A 全国大会:銀賞                |
| 28 | 実行委員長賞            | 西関東 | 埼玉県   | 本庄第一中学校・高等学校     |          | 4年ぶり7回目   | 高等学校A 県地区大会:銀賞              |
| 29 | 実行委員長賞            | 東京   | 東京都   | 東京都立葛飾総合高等学校     |          | 初出場         | 高等学校A 都大会予選:銀賞              |
| 30 | 審査委員長賞            | 東北   | 青森県   | 青森県立八戸商業高等学校     |          | 初出場         | 高等学校A 八戸地区大会:金賞            |
| 31 | ロケットミュージック賞  | 近畿   | 大阪府   | 精華高等学校                 |          | 初出場         | 高等学校A 府大会:金賞                  |
| 31 | 審査委員長賞            | 近畿   | 大阪府   | 精華高等学校                 |          | 初出場         | 高等学校A 府大会:金賞                  |
| 32 | 実行委員長賞            | 東関東 | 茨城県   | 大成女子高等学校             |          | 5年連続10回目  | 高等学校A 東関東大会:銀賞              |
| 33 | 連盟理事長賞            | 西関東 | 埼玉県   | 埼玉栄高等学校               | ○        | 10年連続13回目 | 高等学校A 全国大会:金賞                |
| 34 | 実行委員長賞            | 九州   | 沖縄県   | 尚学学園 沖縄尚学高等学校    |          | 7年連続11回目  | 高等学校A 県大会:銀賞                  |
| 35 | ヤマハ賞                | 東関東 | 千葉県   | 千葉県立八千代高等学校       |          | 6年連続6回目   | 高等学校A 県予選大会:金賞 本選大会出場 |
| 36 | 審査委員長賞            | 西関東 | 埼玉県   | さいたま市立浦和高等学校     |          | 4年連続4回目   | 高等学校A 西関東大会:金賞              |
| 37 | 審査委員長賞            | 近畿   | 大阪府   | 早稲田摂陵高等学校           |          | 3年ぶり7回目   | 高等学校A 関西大会:銀賞                |
| 38 | 審査委員長賞            | 東海   | 静岡県   | 静岡県立浜名高等学校         |          | 8年連続8回目   | 高等学校A 東海大会:金賞                |
| 39 | 連盟理事長賞            | 東京   | 東京都   | 東海大学菅生高等学校         | ○        | 8年連続9回目   | 高等学校A 全国大会:金賞                |
| 40 | 審査委員長賞            | 近畿   | 京都府   | 洛南高等学校                 |          | 3年連続20回目  | 高等学校A 関西大会:銀賞                |
| 41 | 審査委員長賞            | 東京   | 東京都   | 駒澤大学高等学校             | ○        | 20年連続20回目 | 高等学校A 都大会本選:銀賞              |
| 42 | JBA下谷賞               | 北陸   | 福井県   | 福井県立武生商業高等学校     | ○        | 9年連続9回目   | 高等学校A 北陸大会:金賞                |
| 42 | 連盟理事長賞            | 北陸   | 福井県   | 福井県立武生商業高等学校     | ○        | 9年連続9回目   | 高等学校A 北陸大会:金賞                |
| 43 | 実行委員長賞            | 近畿   | 京都府   | 京都廣学館高等学校           |          | 2年ぶり2回目   | 高等学校A 府大会:金賞                  |
| 44 | 連盟会長賞（第3位）     | 東京   | 東京都   | 八王子学園 八王子高等学校    | ○        | 19年連続19回目 | 高等学校A 都大会本選:金賞              |
| 45 | 文部科学大臣賞（優勝）  | 東京   | 東京都   | 東海大学付属高輪台高等学校   | ○        | 14年連続19回目 | 高等学校A 全国大会:金賞                |
| 45 | 横浜市長賞（第1位）     | 東京   | 東京都   | 東海大学付属高輪台高等学校   | ○        | 14年連続19回目 | 高等学校A 全国大会:金賞                |
| 45 | 連盟会長賞              | 東京   | 東京都   | 東海大学付属高輪台高等学校   | ○        | 14年連続19回目 | 高等学校A 全国大会:金賞                |

## 曲目
| 順             | 出場校                       | 曲目／作曲者（編曲者） | 指揮者     |
| -------------- | ---------------------------- | --- | ---------- |
| 1              | 神奈川県立横浜緑ケ丘高等学校 | オリンピック・マーチ／古関裕而 ラッシュモア／A.リード サウス・ランパート・ストリート・パレード／ボード、ハガート（岩井直溥編）                                                                         | 山口一郎   |
| 2              | 宮城県多賀城高等学校         | 海を越える握手／スーザ 帆を揚げて／福島弘和 「ノートルダムの鐘」より／メンケン（森田一浩編） | 平山俊幸   |
| 3              | 神奈川県立金井高等学校       | 組曲「タンタン」ー太陽の神殿／ブロッセ（デ=メイ編） 劇的物語「ファウストの劫罰」〜ハンガリー行進曲／ベルリオーズ（L.B.スミス編）                                                                       | 臼井康治   |
| 4              | 静岡市立清水桜が丘高等学校   | ヘッドマスター・ジョリーズ・マーチ／アルファード（ゴア編） 青春の輝き／カーペンター（森田一浩編） カッポレファンク／宇崎竜童（杉浦邦弘編）                                                             | 海野貴裕   |
| 5              | 千葉県立小金高等学校         | 久堅の幹／長生淳 行進曲「美中の美」／スーザ ベイ・ブリーズ ー岩井直溥氏に捧ぐ／真島俊夫 | 中島正考   |
| 6              | 三重県立白子高等学校         | 序曲「ザンパ」／エロルド（サフラネク編） コパカバーナ／マニロウ（岩井直溥編） 情熱大陸コレクション／葉加瀬太郎（石毛里佳編）                                                                           | 桐生智晃   |
| 7              | 中越高等学校                 | 交響曲「ワインダーク・シー」／マッキー 行進曲「キング・コットン」／スーザ（ブライオン編） ルパン三世のテーマ／大野雄二（黒川さやか編） ジェームズ・ボンドのテーマ／ノーマン（エリクソン編）            | 名古屋愉加 |
| 8              | 宮城県白石高等学校           | 「フィガロの結婚」序曲／モーツァルト（スローカム編） 「アラジン」より／メンケン（モス編） | 児玉英誉   |
| 9              | 茨城高等学校                 | 甘き死よきたれ／J.S.バッハ（A.リード編） プロメテウスの雅歌／鈴木英史 八木節／群馬県民謡（岩井直溥編）                                                                                                 | 蒔田宜幸   |
| 10             | 横浜創英中学・高等学校       | 風を織るー吹奏楽のためのセレナード／鈴木英史 祝典序曲／ショスタコーヴィチ（ハンスバーガー編） | 常光誠治   |
| 11             | 群馬県立高崎東高等学校       | 国民の象徴／バグリー（フェネル編） 歌劇「カヴァレリア・ルスティカーナ」より／マスカーニ（宍倉晃編） | 稲毛信哉   |
| 12             | 北陸学園 北陸高等学校        | ストームチェイサーズ／シェルドン パラフレーズ・パァ「スタティック・エ・エクスタティック」アヴェック・アン・プロローグ・エ・レピローグ／天野正道 今夜はブギー・ナイト／ジャクソン他（植田薫編）         | 明石憲和   |
| 13             | 北海道旭川永嶺高等学校       | 神秘な殿堂の貴族たち／スーザ（フェネル編） 不協和音／バグベア（西條太貴編） トリトン・エムファシス／長生淳 アップ・タウン・ファンク／ロンソン（植田薫編） ソーラン節／北海道民謡（今泉有規男編）       | 吉川和孝   |
| 14             | 秋草学園高等学校             | I still have a dream／長生淳 喜歌劇「天国と地獄」序曲／オッフェンバック（鈴木英史編） | 三田村健   |
| 15             | 青森山田高等学校             | 連隊の子どもたち／フチーク（ルンデル編） タービン／マッキー | 髙橋太郎   |
| 16             | 浜松聖星高等学校             | ファンファーレとアレグロ／C.ウィリアムズ あなたの御前には／土井康司 愛と真理で「やら舞歌」／小椋佳（真島俊夫編）                                                                                       | 土屋史人   |
| 17             | 越谷南高等学校               | 吹奏楽のための第一組曲〜シャコンヌ／ホルスト シンフォニエッタ第2番「祈りの鐘」／福島弘和 | 萩原亮彦   |
| 18             | 栃木県立宇都宮北高等学校     | フロレンティナー行進曲／フチーク（渡部哲哉編） 映画「ロミオとジュリエット」ハイライト／ロータ（高橋宏樹編） 幻想序曲「ロミオとジュリエット」／チャイコフスキー（ハインズレー編）                       | 宮田麻子   |
| 19             | 飛騨学園 高山西高等学校      | 狂詩曲ー飛騨の祝い唄「めでた」による幻想〜自然、魂／江原大介 エルザの大聖堂への行列／ワーグナー（保科洋、永瀬敬至編）                                                                                  | 永瀬敬至   |
| 20             | 三浦学苑高等学校             | 歌劇「フィガロの結婚」序曲／モーツァルト（平島俊明編） 交響曲「モンタージュ」／グレイアム 吹奏楽のための第一組曲〜ギャロップ／A.リード                                                                 | 畠山崇     |
| 21             | 天理高等学校                 | バレエ音楽「ロメオとジュリエット」より／プロコフィエフ（淀彰編） 私のお気に入り／ロジャース（宮川彬良編）                                                                                              | 吉田秀高   |
| 22             | 東京都立片倉高等学校         | 秘儀Ⅶ〈不死鳥〉／西村朗 歌曲集「ミルテの花」〜献呈／シューマン（リスト、伊藤康英編） マウスピース・マニア／マホーン                                                                                    | 馬場正英   |
| 特別 招待 演奏 | 柏市立柏高等学校             | 吹奏楽のための戯曲ーノスタルジア／内藤友樹 デリー地方のアイルランド民謡／グレインジャー（ロジャース編） トリッチトラッチポルカ／R.シュトラウスⅡ世（A.リード編） 星条旗よ永遠なれ／スーザ（佐藤博昭編） | 石田修一   |
| 23             | 横浜市立横浜商業高等学校     | ブロックM／ビリク 蒼海の覇道／田村修平 フライ・ハイ／星出尚志 | 田澤真一   |
| 24             | 八代白百合学園高等学校       | |            |
| 25             | 横浜市立桜丘高等学校         | |            |
| 26             | 愛知県立名古屋南高等学校     | |            |
| 27             | 埼玉県立伊奈学園総合高等学校 | |            |
| 28             | 本庄第一中学校・高等学校     | |            |
| 29             | 東京都立葛飾総合高等学校     | |            |
| 30             | 青森県立八戸商業高等学校     | |            |
| 31             | 精華高等学校                 | |            |
| 32             | 大成女子高等学校             | |            |
| 33             | 埼玉栄高等学校               | |            |
| 34             | 尚学学園 沖縄尚学高等学校    | |            |
| 35             | 千葉県立八千代高等学校       | |            |
| 36             | さいたま市立浦和高等学校     | |            |
| 37             | 早稲田摂陵高等学校           | |            |
| 38             | 静岡県立浜名高等学校         | |            |
| 39             | 東海大学菅生高等学校         | |            |
| 40             | 洛南高等学校                 | |            |
| 41             | 駒澤大学高等学校             | |            |
| 42             | 福井県立武生商業高等学校     | |            |
| 43             | 京都廣学館高等学校           | |            |
| 44             | 八王子学園 八王子高等学校    | |            |
| 45             | 東海大学付属高輪台高等学校   | |            |